# 袋果

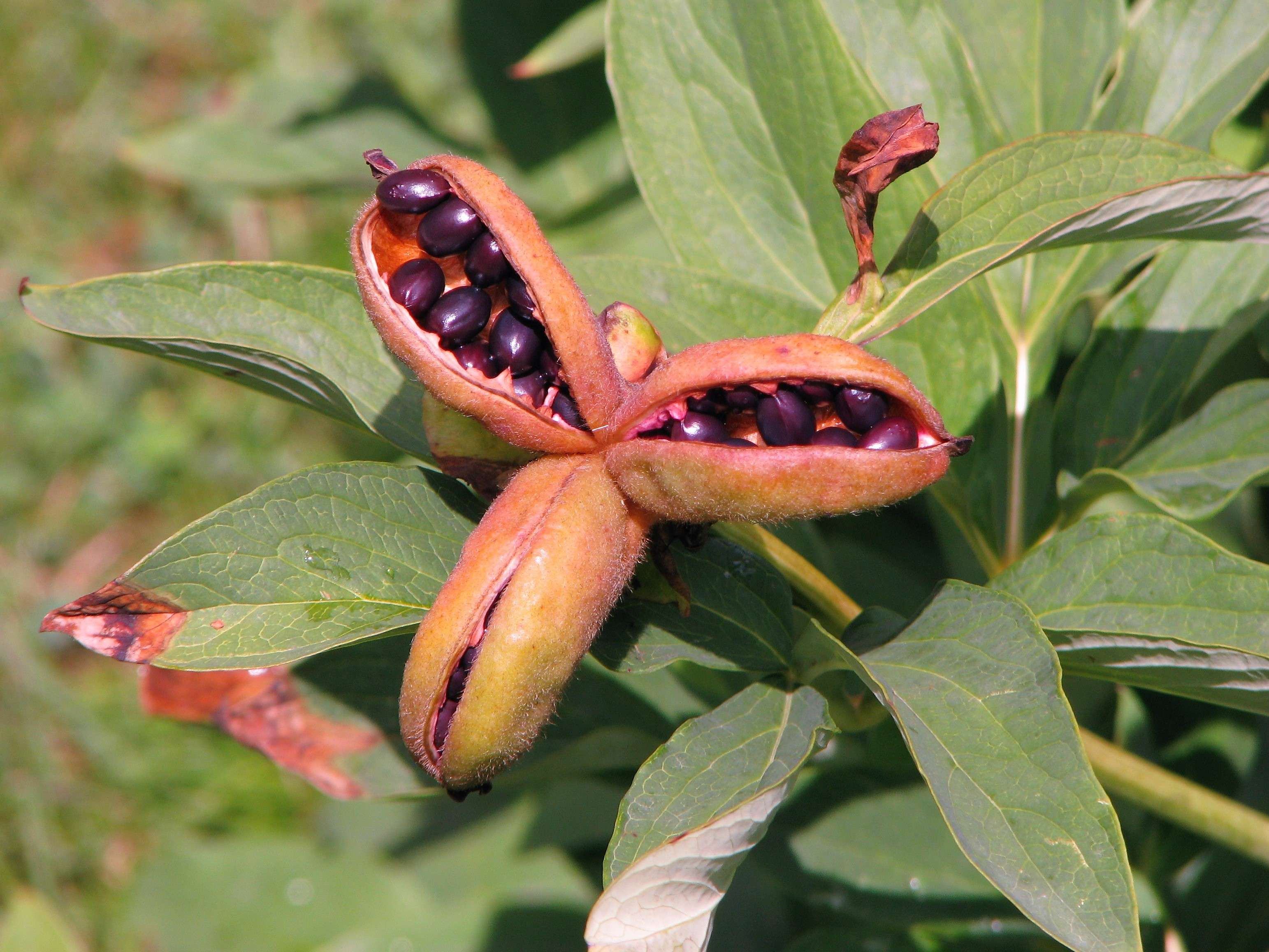
1. ボタン属（ボタン科）の裂開した袋果

袋果（たいか）（英: follicle）とは、果実の1型であり、1枚の心皮（雌しべを構成する葉的要素）からなり、成熟した果皮はふつう乾燥しており、1本の線に沿って裂開する果実のことである（図1）。古くは蓇葖（）ともよばれた。シキミやモクレン、オダマキ、シャクヤク、シモツケ、ガガイモなどに見られる。モクレン属では、1つの花に存在する多数の雌しべがそれぞれ袋果となって花軸上にらせん状に密集し、集合果を形成する。袋果は種子を放出するため、種子が散布単位になる。

## 定義
1心皮からなり、成熟すると果皮が1本の線で裂開して種子を放出する果実は、袋果とよばれる（下図2a, b）。心皮の両縁が合着した線（腹縫線、内縫線）で裂開するものが多いが、心皮の中肋にあたる線（背縫線、外縫線）で裂開するものもある（モクレン属など）。成熟した状態では果皮は乾燥して膜質であるものが多いが、ボタン属などではやや厚く肉質である。複数の種子を含むものが多いが、1個のみ含むものもある（シキミなど）。袋果は、シキミ（シキミ科）、コブシ（モクレン科）、ホンゴウソウ（ホンゴウソウ科）、イカリソウ（メギ科）、トリカブト属、オダマキ属、クリスマスローズ属（キンポウゲ科）、ヤマグルマ（ヤマグルマ科）、シャクヤク（ボタン科）、カツラ（カツラ科）、キリンソウ（ベンケイソウ科）、シモツケ、ユキヤナギ（バラ科）、ガガイモ（キョウチクトウ科）などに見られる。
袋果は1枚の心皮に由来するため、単心皮の雌しべが1個または複数存在する花で形成される。1個の花に複数の雌しべがある場合（離生心皮）、ふつうこれに由来する複数の袋果が集まっており、このような集合果は集合袋果（follicetum, aggregate fruit of follicles, etaerio of follicles）とよばれる（下図2c）。特にモクレン属（モクレン科）では、伸長した花軸に多数の袋果がらせん状に密集した集合袋果を形成する（下図1d, e）。
カツラ（カツラ科）の袋果もいくつか集まってつくが（上図2b, 下図3b）、これは1つの花の複数の雌しべではなく、1個の雌しべからなる複数の花に由来するとも考えられている（下図3a）。バンクシア属（ヤマモガシ科）は多数の花がついた穂状花序を形成するが（下図3c）、それぞれの花は袋果となり、複合果（多花果）を形成する（下図3d）。このような複合果は、袋果型多花果（folliconum, multiple fruit of follicles）とよばれる。
アオギリ（アオイ科）は5枚の心皮からなる雌しべをもつが、花後に心皮ごとに分離して（そのため分離果ともされる）それぞれ袋果となる。ただし袋果はすぐに裂開し、縁に種子をつけた状態で成熟する（上図3e）。

## 種子散布
袋果は裂開して種子を放出するため、種子が散布単位となる。
シキミ（マツブサ科）は、放射状に配列した8個ほどの袋果を形成し、各袋果は大きな種子を1個含む（下図4a）。袋果は裂開し、乾燥して幅が狭くなることで内部の種子をはじき飛ばす（自動散布）。またヤマガラやヒメネズミも、シキミの種子散布に関わっていることが報告されている（貯食散布）。
キョウチクトウやテイカカズラ、ガガイモ、キジョラン、イケマなどキョウチクトウ科の袋果は、多数の毛（種髪）が生えた種子を放出する。（下図4b）。カツラ（カツラ科）の袋果は、扁平な翼をもつ種子を放出する（下図4c）。これらの種子は、風によって散布される。
モクレン属（モクレン科）の袋果は、裂開すると外種皮がやや多肉質で表面が赤色の種子を放出するが、この種子は珠柄に由来する白い糸で果実とつながっており、落下しない（上図4e）。この種子は鳥に食べられ、堅い内種皮で保護された部分が排出されることで種子散布される（被食散布）。
ボタン属（ボタン科）の袋果は、裂開して黒い種子と赤い不稔種子を露出する（上図4d）。2色効果によって種子散布者への視認性を高めていると考えられているが、実際の散布者としては貯食者であるげっ歯類が報告されている。ゴンズイ（ミツバウツギ科）の袋果は赤く熟し、裂開して黒く光沢がある種子が露出する（上図4e）。これも2色効果によって種子散布者である鳥類に視認させていると考えられているが、種子には可食部がほとんどなく、鳥を騙しているともされる。

## ギャラリー

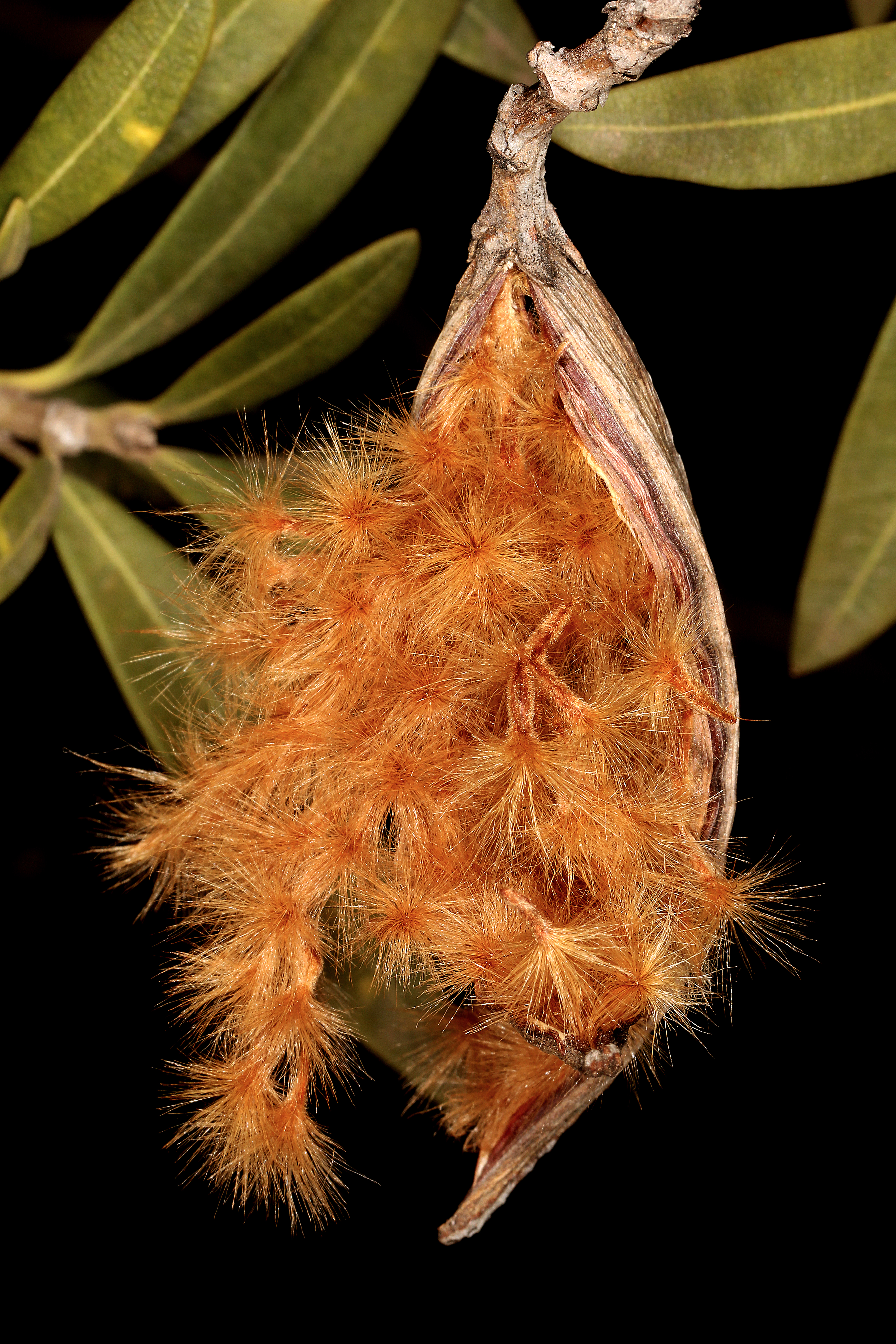
キョウチクトウ（キョウチクトウ科）の裂開した袋果と種子
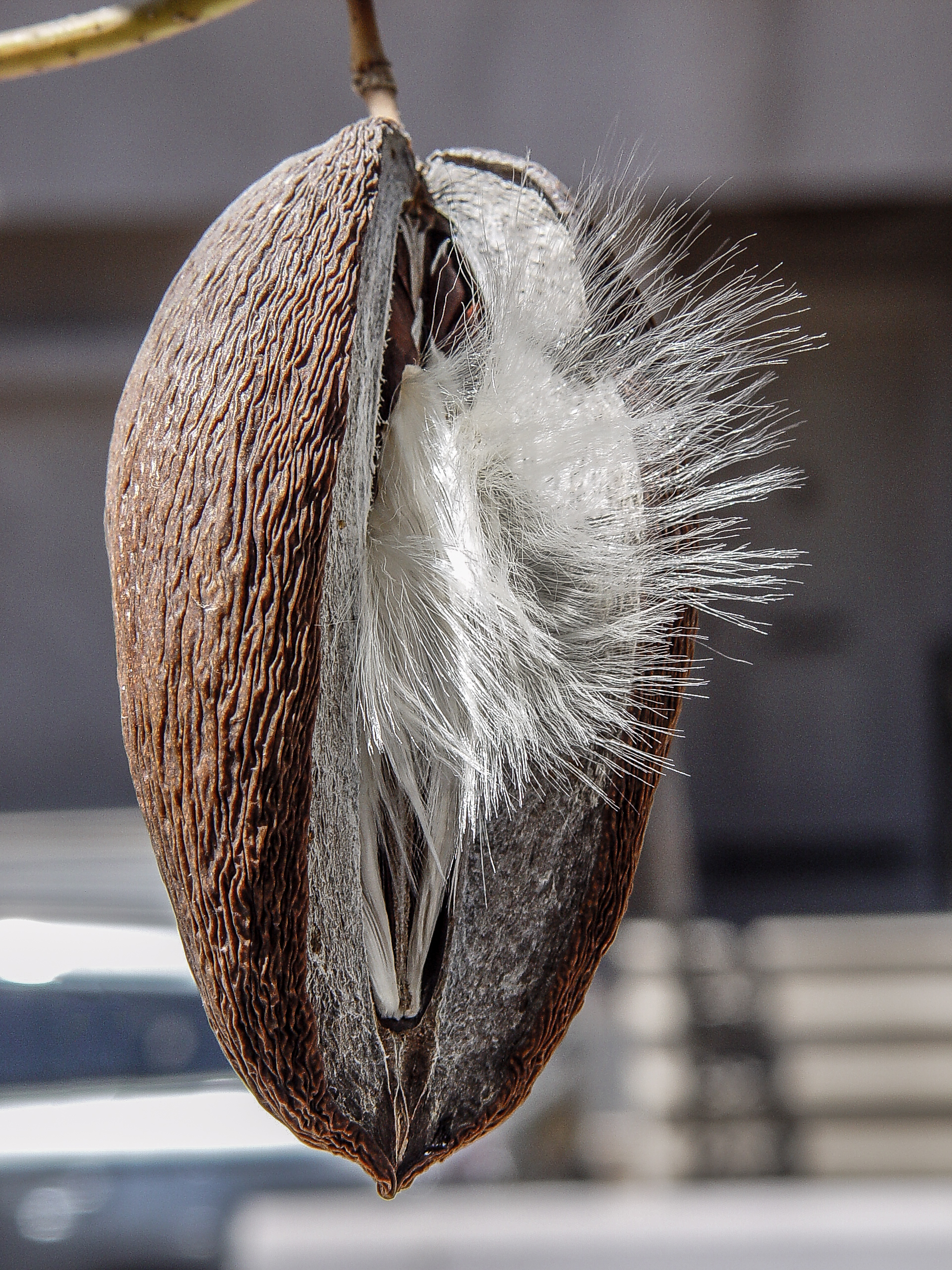
シタキソウ属（キョウチクトウ科）の裂開した袋果と種子
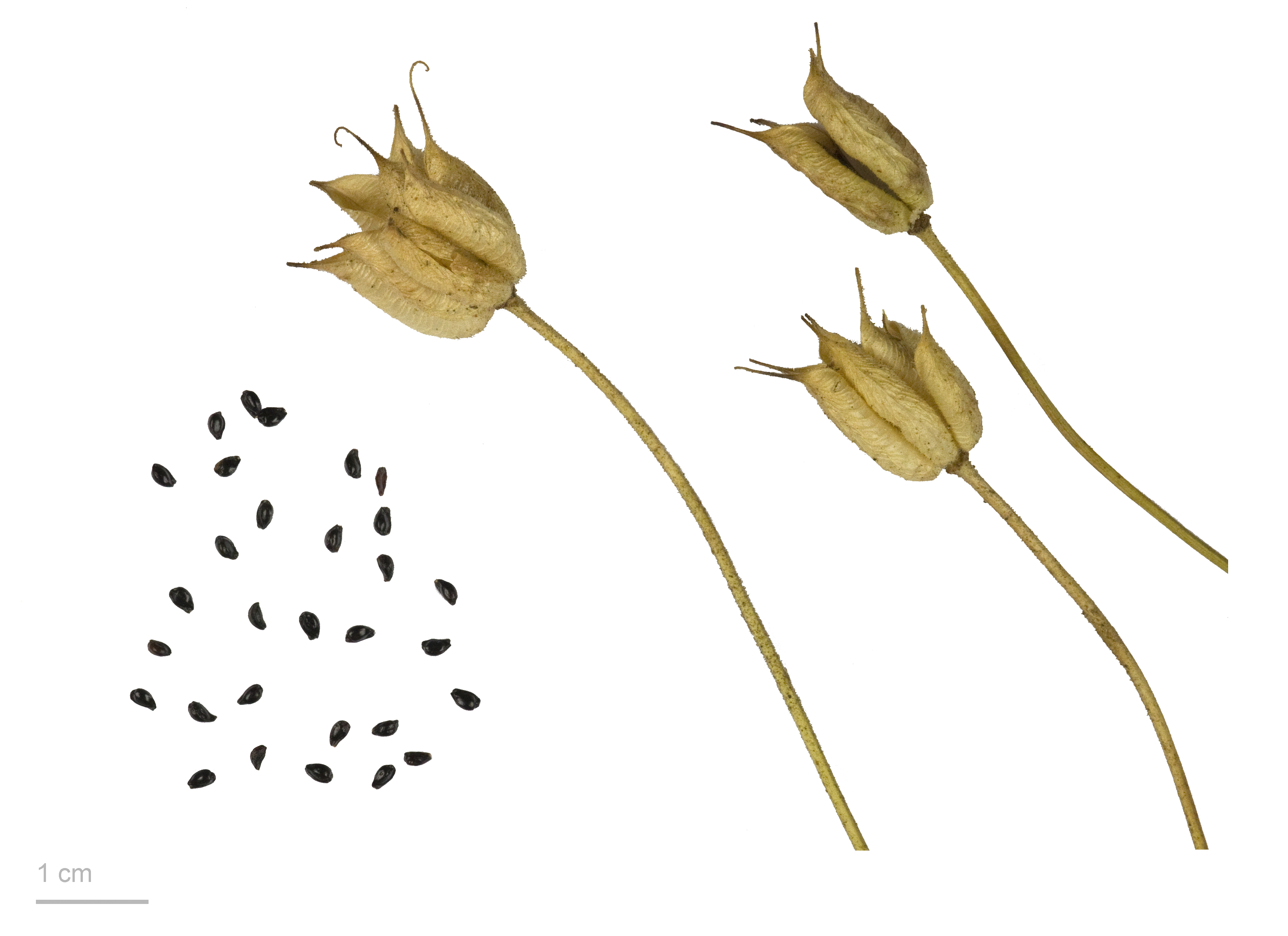
オダマキ属（キンポウゲ科）の裂開した袋果（集合袋果）と種子
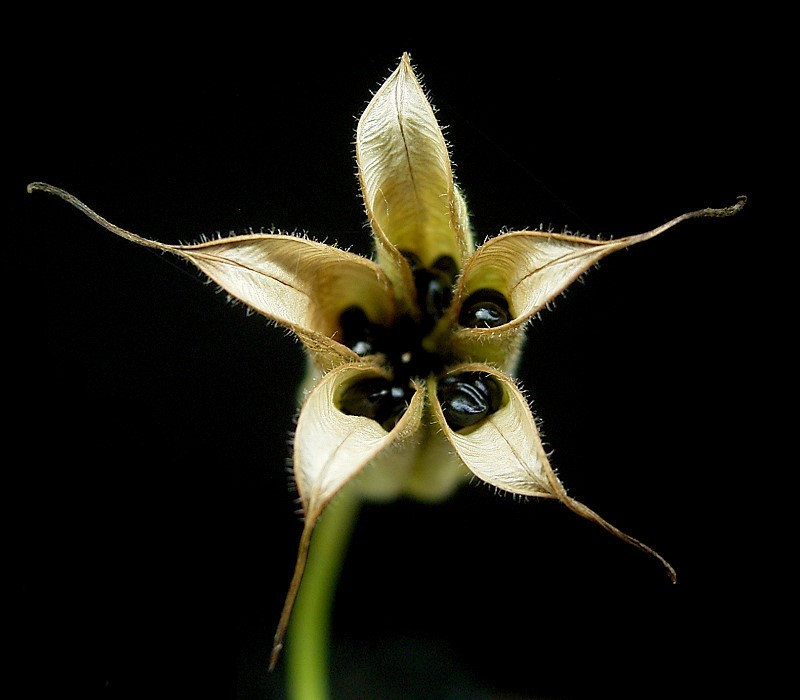
セイヨウオダマキ（キンポウゲ科）の裂開した袋果（集合袋果）
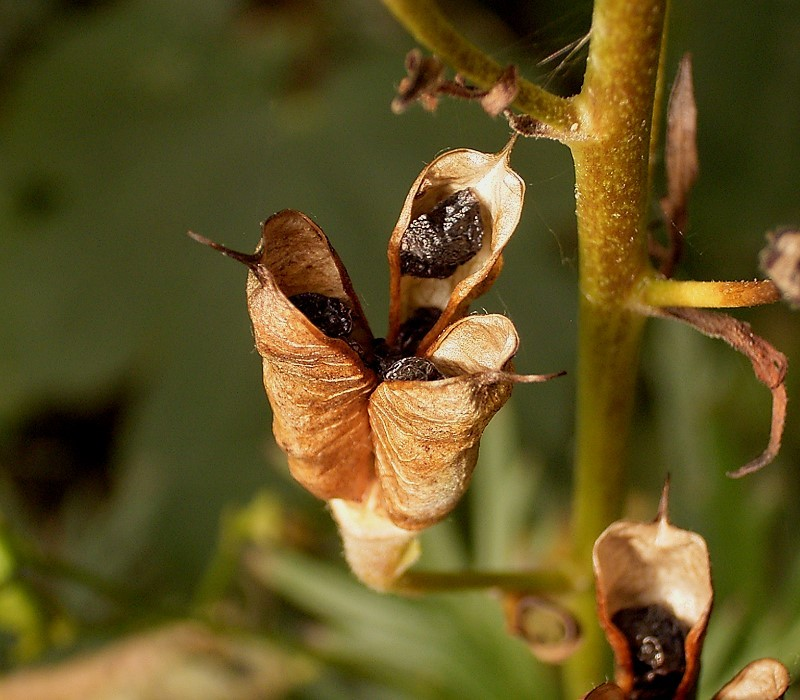
トリカブト属（キンポウゲ科）の裂開した袋果（集合袋果）
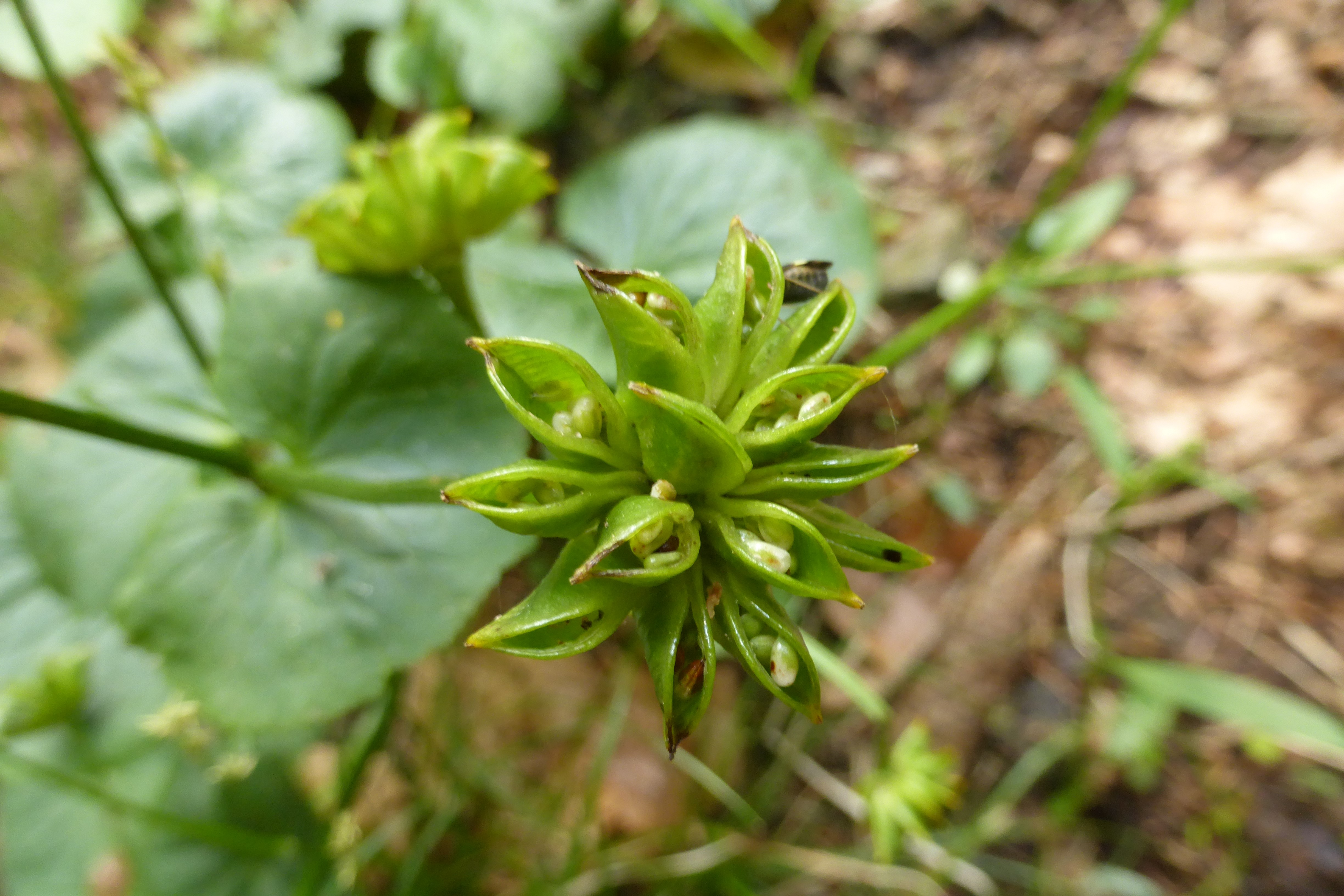
リュウキンカ（キンポウゲ科）の裂開した袋果（集合袋果）
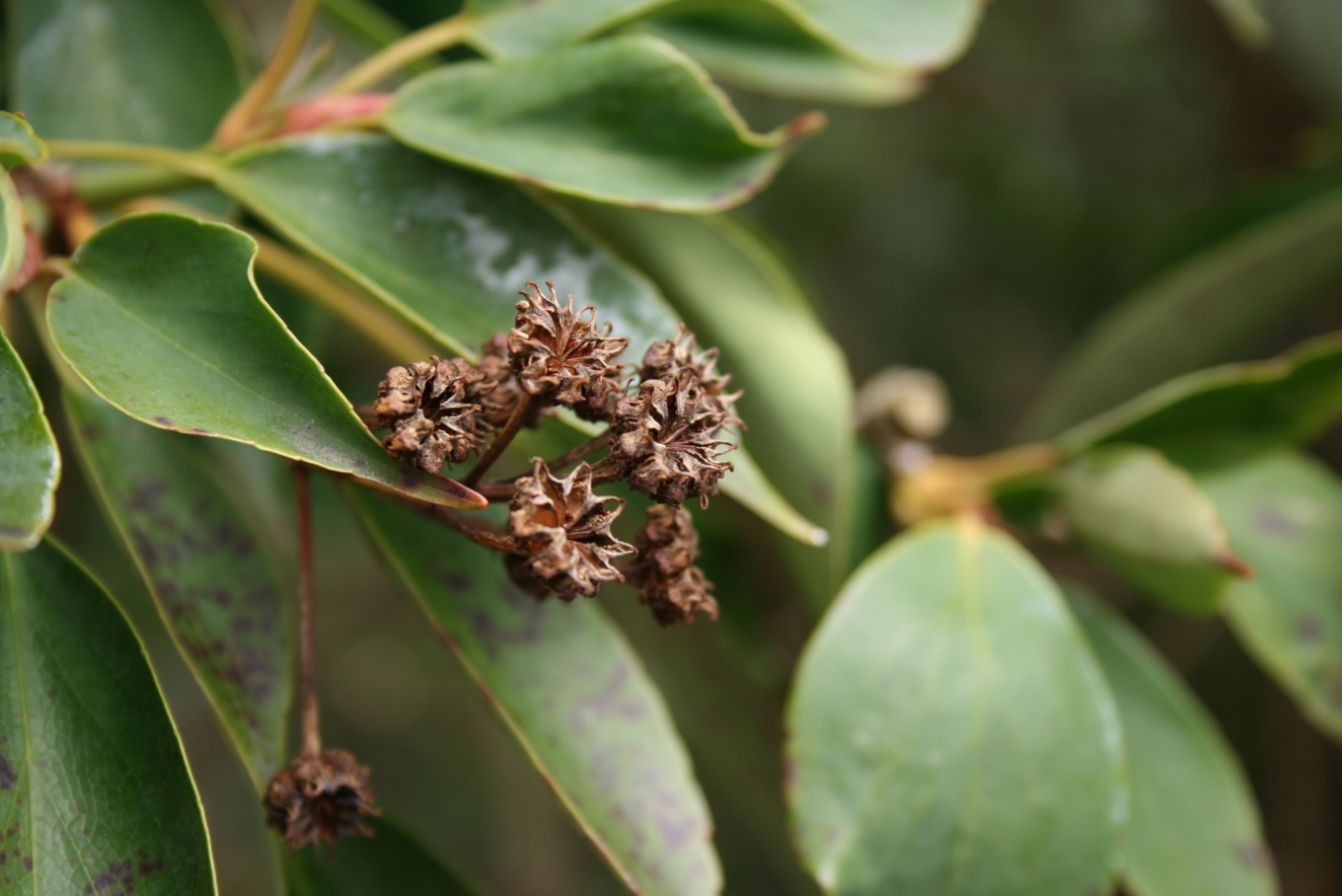
ヤマグルマ（ヤマグルマ科）の裂開した袋果（集合袋果）
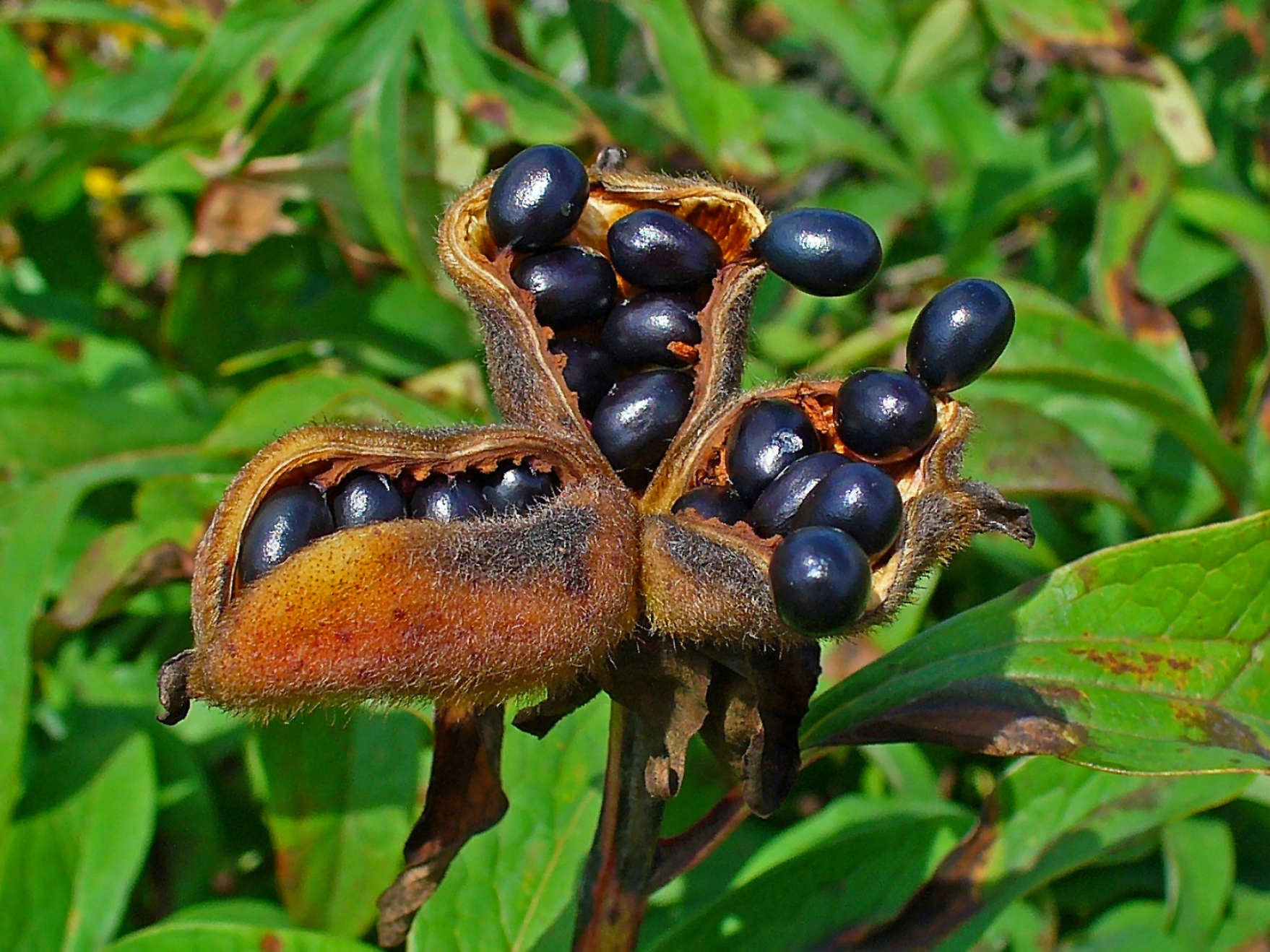
ボタン属（ボタン科）の裂開した袋果
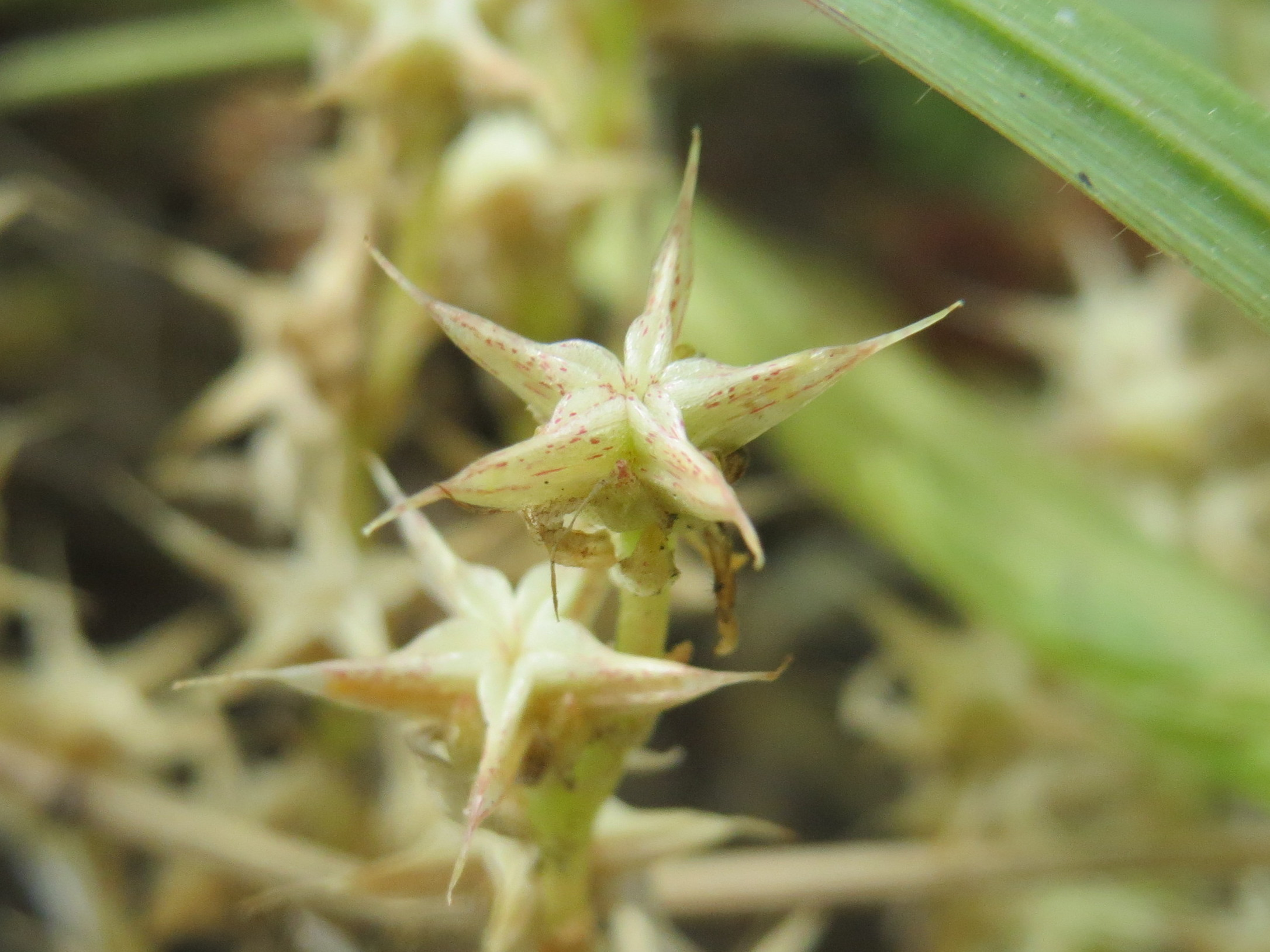
マンネングサ属（ベンケイソウ科）の袋果（集合袋果）
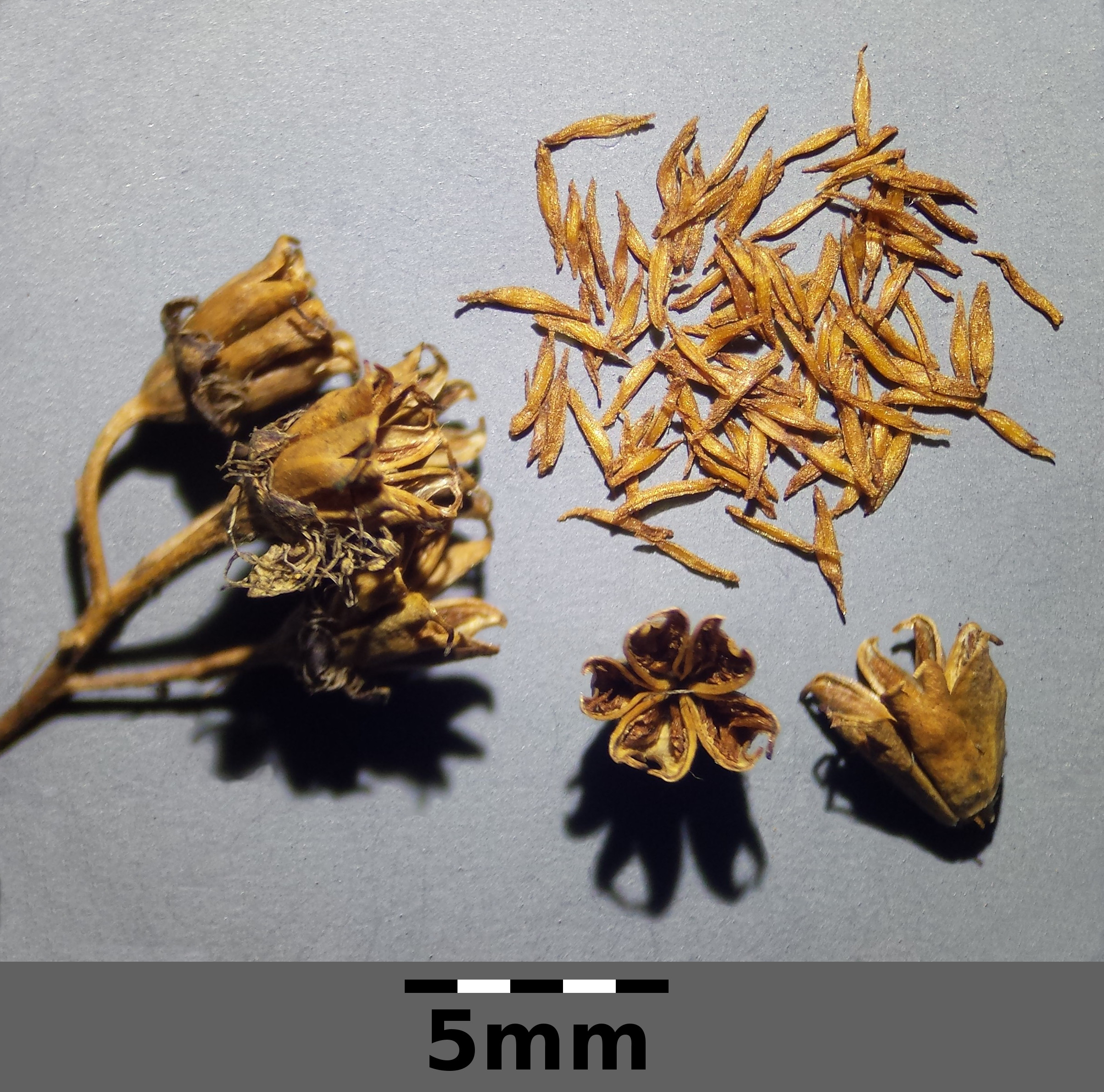
ホザキシモツケ（バラ科）の裂開した袋果と種子（集合袋果）